# 阿拉里卡
阿拉里卡是巴西南大河州的一个市镇。总面积35.292平方公里，总人口4781人，人口密度135.5人/平方公里。